# 加里波第旅
加里波第旅（義大利語：Brigate Garibaldi）是第二次世界大战时期意大利共产党领导的反法西斯游击队。

## 历史
1943年9月，纳粹德国占领意大利北部；同月，意大利共产党在米兰成立了军事委员会。10月，意大利共产党领导人路易吉·隆哥在意大利北部山区组建加里波第旅，得名于意大利民族英雄朱塞佩·加里波第。加里波第旅共有570多个旅，每个旅有数人或千余人不等，总兵力达15.3万，大部分成员是意大利共产党的党员和支持者，但也有一些成员来自民族解放委员会的其他成员党，比如意大利社会党。后来，若干加里波第旅整编为数个加里波第师。
1944年6月，根据意大利共产党的倡议，意大利德占区各游击组织包括加里波第旅在内，合并为由联合指挥部指挥的自由志愿军，共产党人在其中被委派担任关键性职务。自由志愿军人数达40万，其中意大利共产党直接领导的游击队17万。到1944年秋，意大利北部已有15个解放区。1945年4月25日，意大利共产党领导意大利北部人民发起了武装总起义，几十万游击队战士英勇作战，迅速解放了米兰、都灵、威尼斯等200多个大小城市，俘获了成千上万的俘虏。1945年4月28日，加里波第旅抓获意大利法西斯领导人贝尼托·墨索里尼并将其吊死。1945年5月除的军事行动结束后，盟军和民族解放委员会下令加里波第旅上缴武器并解散。由于担心随后会爆发内战，加里波第旅只上缴了60%的武器，将其余掩藏。
加里波第旅积极配合盟军打击德国占领军及其傀儡军，为战胜德、意法西斯发挥了重要作用并做出重大牺牲。在牺牲的7万余名游击队战士中，4.2万余人为加里波第旅战士。